# Smučarski teki na Zimskih olimpijskih igrah 1960
Smučarski teki na Zimskih olimpijskih igrah 1960.

## Dobitniki medalj

### Moški
| Tekma           | Zlato                                                                       | Srebro                                                                         | Bron                                                                                      |
| 15 km           | Håkon Brusveen                                                              | Sixten Jernberg                                                                | Veikko Hakulinen                                                                          |
| 30 km           | Sixten Jernberg                                                             | Rolf Rämgård                                                                   | Nikolaj Anikin                                                                            |
| 50 km           | Kalevi Hämäläinen                                                           | Veikko Hakulinen                                                               | Rolf Rämgård                                                                              |
| 4×10 km štafeta | Finska · Toimi Alatalo · Eero Mäntyranta · Väinö Huhtala · Veikko Hakulinen | Norveška · Harald Grønningen · Hallgeir Brenden · Einar Østby · Håkon Brusveen | Sovjetska zveza · Anatolij Šeljuhin · Genadij Vaganov · Aleksej Kuznecov · Nikolaj Anikin |

### Ženske
| Tekma          | Zlato                                                                 | Srebro                                                               | Bron                                                 |
| 10 km          | Marija Gusakova                                                       | Ljubov Kozireva                                                      | Radja Jerošina                                       |
| 3×5 km štafeta | Švedska · Irma Johansson · Britt Strandberg · Sonja Ruthström-Edström | Sovjetska zveza · Radja Jerošina · Marija Gusakova · Ljubov Kozireva | Finska · Siiri Rantanen · Eeva Ruoppa · Toini Pöysti |